# Ivan Ivanišević
Pour les articles homonymes, voir Ivanišević.
Ivan Ivanišević (né le 23 novembre 1977) est un grand maître international serbe du jeu d'échecs.

## Palmarès
Ivan Ivanišević a remporté le championnat de Serbie à sept reprises (en 2008, 2009, 2011, 2012, 2017, 2019 et 2025)
Il a également remporté le mémorial Tchigorine à Saint-Pétersbourg en 2014 et le championnat open de Hongrie à Zalakaros en 2016.

## Olympiades
Il représenté la Yougoslavie aux Olympiades d'échecs en 1998, 2000 et 2002 puis la Serbie quatre fois depuis 2008.